# Fedayines de Sadam
Fedayines de Sadam fue una organización paramilitar de Irak, leal al gobierno baazista de Sadam Huseín. Su máximo número de componentes estuvo entre los 30.000 y 40.000 efectivos. Su nombre significa "Mártires de Sadam".
El grupo de los Fedayines fue fundado en 1995 por Uday Husein, hijo mayor de Sadam, con el objetivo de aplacar las disidencias internas en el seno del régimen baazista que controlaba férreamente su padre. La organización era un grupo paramilitar irregular, que no formaba parte de las Fuerzas Armadas de Irak. La pertenencia al grupo estaba basada en los voluntarios, y las acciones que llevaban a cabo era tan solo con armamento ligero.
La organización jugó su papel más destacado durante la Invasión de Irak, en el año 2003. Los fedayines, pese a que generalmente solo iban armados con AK-47, lanzagranadas, morteros y algunas piezas de artillería, fueron la fuerza que inicialmente más resistencia presentó a las tropas de la coalición. El 22 de julio de 2003, tras un intenso combate, mueren en Mosul los hijos de Sadam, Uday y Kusay, y a la sazón líderes de los fedayines. El grupo paramilitar promete venganza, y eleva el tono de sus amenazas, utilizando términos islamistas, como que profundizará en su yihad contra las tropas extranjeras. Si bien es cierto que se atribuye un importante papel de los Fedayines en la insurgencia del Triángulo Suní, la organización como tal, deja de existir en 2003.